# Adi Utarini

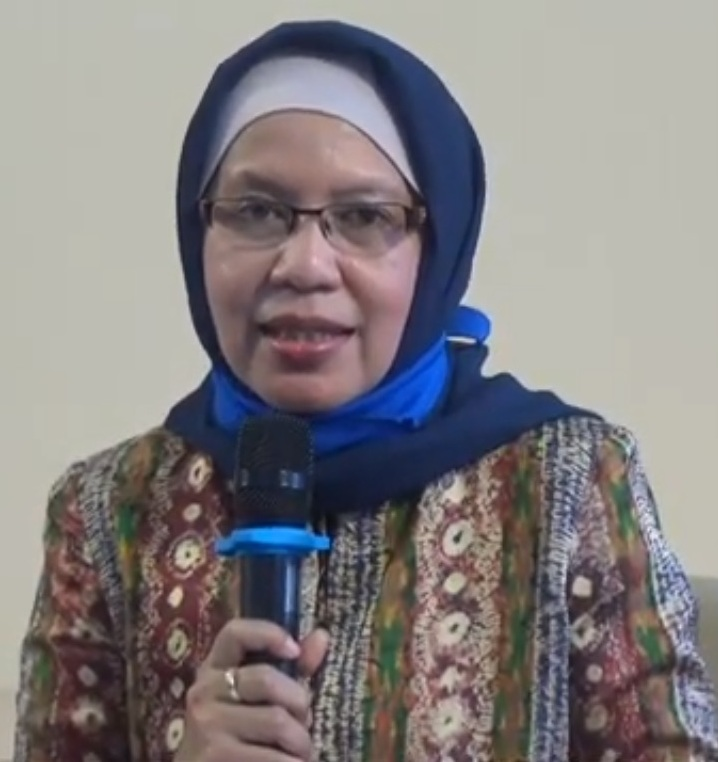
Adi Utarini

Adi Utarini (geboren 4. Juni 1965 in Yogyakarta, Indonesien) ist eine indonesische Gesundheitswissenschaftlerin. Ihre Forschungen zur Bekämpfung des Denguefiebers fanden weltweite Beachtung. 2021 wählte die Zeitschrift Time sie in die Liste der 100 einflussreichsten Persönlichkeiten des Jahres.

## Beruflicher Werdegang
1989 schloss Adi Utarini ihr Medizinstudium an der Gadjah-Mada-Universität in Yogyakarta ab. 1994 erwarb sie einen Master im Bereich Maternal and Child Health (Gesundheit von Müttern und Kindern) am University College London. 1998 folgten ein Master in Public Health und 2002 eine Promotion in Philosophie an der Universität Umeá in Schweden. In ihrer Dissertation beschäftigte sie sich am Beispiel des Jepara-Distrikts in Zentraljava mit der Evaluierung des User-Provider-Interface im Malariakontrollprogramm.
2011 erhielt sie eine Professur in Public Health an der Gadjah-Mada-Universität.

## Forschungsschwerpunkte
Schwerpunkte von Utarinis Arbeit sind die Eindämmung von Krankheiten und die Qualität der medizinischen Versorgung, vor allem in Krankenhäusern. Sie führt qualitative Forschungen im Bereich Gesundheitswesen durch. In Zusammenarbeit mit dem Gesundheitsministerium und der WHO Jakarta ist sie im Bereich Qualität der Gesundheitsversorgung für die Entwicklung einer nationalen Qualitätspolitik mit entsprechenden Standards verantwortlich.

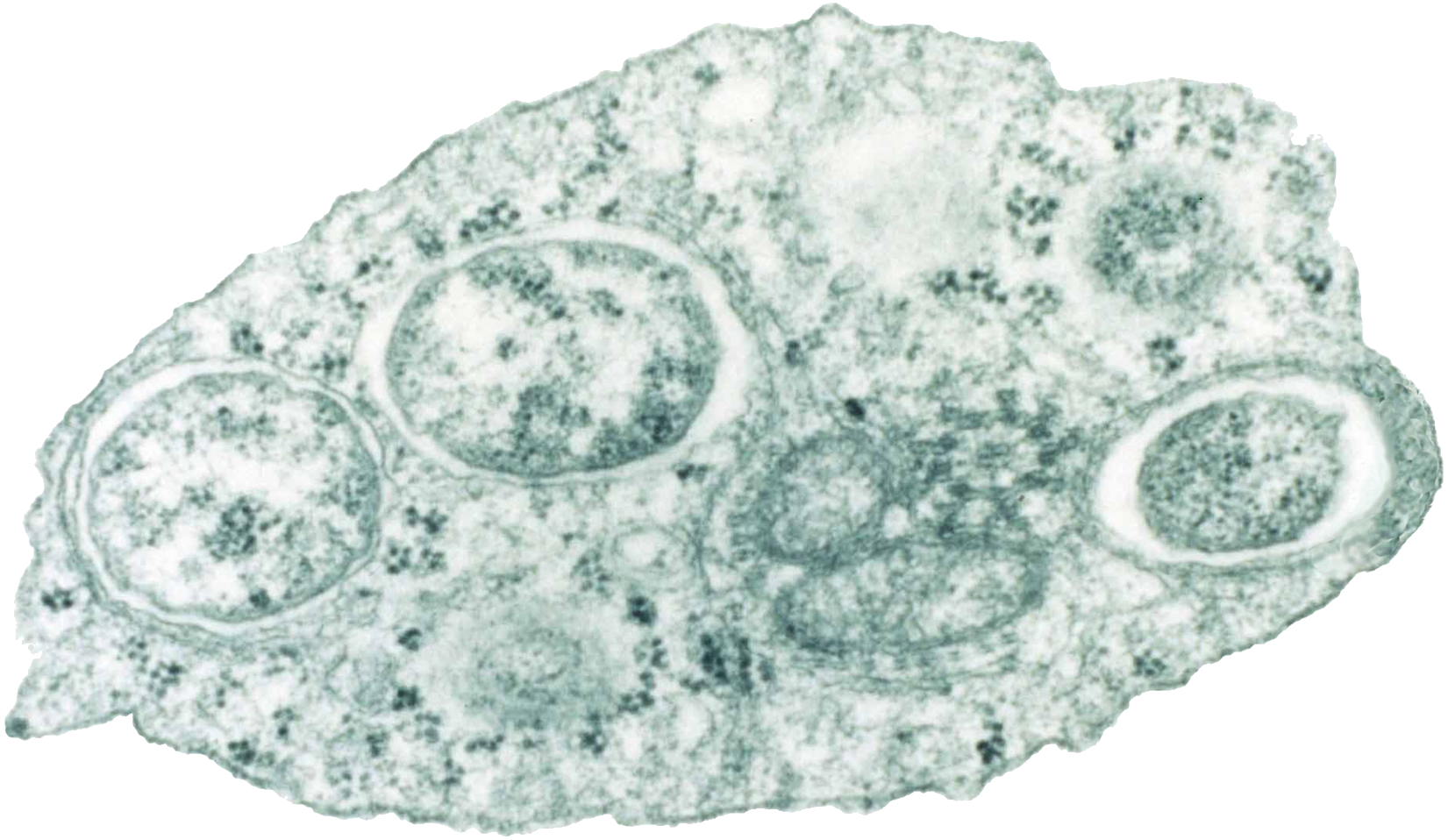
Wolbachia-Bakterium innerhalb einer Insektenzelle

Adi Utarini hat mit einer Forschungsgruppe bahnbrechende Erkenntnisse zur Bekämpfung des Denguefiebers gewonnen. Sie wiesen in einer viel beachteten Studie nach, dass die Wolbachia-Bakterie die Übertragung von Viren durch Stechmücken auf Menschen verhindert. Zwar war schon seit den 1990er Jahren in Australien und Vietnam hierzu geforscht worden, der endgültige Nachweis in einer großen Studie stand jedoch noch aus. Die Großstadt Yogyakarta mit ihren hohen Infektionsraten mit Denguefieber war hierfür geeignet. Für das Forschungsvorhaben wurde die Stadt in 24 Sektoren eingeteilt, von denen 12 zufällig ausgewählte die mit Wolbachia infizierten Insekten erhielten und die übrigen als Kontrollgruppe dienten. Zwar war schon 2011 mit der Studie begonnen worden, doch das Team wurde durch die fehlende Kooperation der Behörden behindert. Erst als Adi Utarini, die sich schon als Forscherin zu Malaria und Tuberkulose einen Namen gemacht hatte, 2013 zur Projektleitung gemacht wurde, kamen die Forschungen voran. Am 10. Juni 2021 berichtete die Forschungsgruppe, dass Denguefieber-Inzidenzen um 77 % reduziert werden konnten, indem Stechmücken mit Wolbachia-Bakterien infiziert wurden. Epidemiologen sehen darin einen wichtigen Schritt zur Bekämpfung der Krankheit, die jährlich für etwa 400 Millionen Infektionen und 25000 Todesfälle verantwortlich ist. Auch zeigen die Erkenntnisse möglicherweise Wege für die Bekämpfung anderer Krankheiten auf, die von Stechmücken übertragen werden. Adi Utarini wird von Kollegen als Schlüsselfigur des Erfolges gesehen, da es ihr gelungen sei, über die lange Projektlaufzeit die komplexen Prozesse zu bündeln.

## Privatleben
Adi Utarini war mit dem Pharmakologieprofessor Iwan Driprahasto verheiratet, der auch an der Gadjah-Mada-Universität forschte. Er starb im März 2020 an Covid-19.

## Mitgliedschaften und Ämter
- 2012–2016: Vizedekanin der Fakultät für Medizin, Gesundheitswesen und Krankenpflege der Gadjah-Mada-Universität, zuständig unter anderem für Forschung und Krankenpflege[2]
- Seit 2015: Mitglied des National Research Council[2]
- Chefherausgeberin des Journal of Hospital Accreditation, herausgegeben von KARS[2]
- Chefin der Qualitätsmanagements der Indonesian Hospital Assocication[2]

## Auszeichnungen
- 2020: Nature’s 10, einer jährlich von der Fachzeitschrift Nature erstellte Liste von Personen aus der Wissenschaft, die im jeweiligen Jahr einen wichtigen Einfluss auf unsere Welt oder die Wissenschaft hatten
- 2021: Time Magazine: Wahl auf die Liste der 100 einflussreichsten Persönlichkeiten des Jahres

## Veröffentlichungen (Auswahl)
- Adi Utarini, G. Schmidt-Ehry, P. Hill: Hospital Management Training: New ways to improve services in Indonesia. GTZ (Gesellschaft für Technische Zusammenarbeit), Jakarta, Indonesien, 2009, ISBN 978979-1859530
- K. Hort, H. Djasri, Adi Utarini: Regulating the quality of health care: Lessons from hospital accreditation in Australia and Indonesia. In: Health Policy and Health Finance Knowledge Hub, The Nossal Institute for Global Health, The University of Melbourne: Working paper series, Mai 2013, Nummer 28
- Y. Mawarti, Adi Utarini, M. dan Hakimi: Maternal care quality in near miss and maternal mortality in an academic public tertiary hospital in Yogyakarta, Indonesia: A retrospective cohort study. In: BMC Pregnancy Childbirth. Heft 17, 2017, S. 149, doi:10.1186/s12884-017-1326-4
- Ahmad Watsig Maula, Anis Fuad, Adi Utarini: Ten Years Trend of Dengue Research in Indonesia and South-east Asian Countries: A Bibliometric Analysis. In: Global Health Action, Band 11, Heft 1. 2018, doi:10.1080/16549716.2018.1504398